# Love Beat the Hell Outta Me
Love Beat the Hell Outta Me es una película estadounidense de drama de 2000, dirigida por Kennedy Goldsby, que a su vez la escribió, musicalizada por Paul Goldsby y Johann Langlie, en la fotografía estuvo Greg von Berblinger, los protagonistas son Glenn Plummer, Terrence Howard, Clyde Risley Jones y Charles R. Penland, entre otros. El filme fue realizado por Amazon Instant Video, BigStar.TV y Del Paso Heights Entertainment Group; se estrenó el 30 de junio de 2000.

## Sinopsis
Cuatro amigos juegan al dominó, toman algo y conversan sobre mujeres. Cada uno está lidiando con una separación dolorosa. A medida que transcurre la noche, la hostilidad que manifiestan hacia las mujeres termina enfrentándolos a ellos también.